# Диплобациллы

Для бактерий характерно большое разнообразие форм клеток

Диплобациллы (англ. diplobacillus, иногда Диплобактерии) — бациллы, соединяющиеся, как и многие другие бактерии, попарно. Диплобацилла имеет форму короткой с закруглёнными концами палочкой. 
Бактерии могут существовать при температуре от -10 °С до 55 °С

## Происхождение названия бактерии
Название «диплобациллы» произошло от 2 слов:
1. греч. diploos — двойной. Дипло- в русском языке составная часть сложных слов, означающая «двойной», «сдвоенный», «парный», «диплоидный».
2. лат. bacillus — палочка. Вacillus обозначает название рода бактерий.

## Типы диплобацилл
Существует 2 вида этих бактерий: сапрофиты и патогенные диплобактерии. Сапрофиты должны быть у человека, а патогенные диплобактерии вызывают болезни, их попадание в организм крайне нежелательно.

## Болезни, вызываемые диплобациллами

Диплобацилла Моракс-Аксенфельда

Ангулярный или уголковый конъюнктивит вызвается диплобациллой Моракса-Аксенфельда. Чаще всего это хроническое заболевание. 
Заражение возможно через предметы личного обихода, а также руки, поскольку на них попадает выделяемое из глаза больного вещество, содержащее диплобациллы.
При правильном и своевременном лечении этот конъюнктивит заканчивается благополучно. При неправильном лечении может длиться годами.
Симптомы болезни: боль и зуд в уголках глаз, покраснение кожи век у уголков глазной щели, а также появление на коже трещин. 
Жалобы больных типичны для этого конъюнктивита: боль и сильный зуд в уголках глаз, особенно усиливающийся к вечеру. Кожа век у уголков глазной щели краснеет, мацерируется, появляются трещины. В глазах появляется тягучее слизиствое отделяемое вещество.